# Aschehougs reisestipend
Aschehougs reisestipend er et norsk stipendium som går til en norsk skønlitterær forfatter efter indstilling fra forlagets redaktion for norsk skønlitteratur og børne- og ungdomslitteratur samt forlagets ledelse dvs. stipendiet kan ikke søges. Stipendiet er på 60.000 kroner, som kan deles mellem flere forfattere.

## Modtagere
| År   | Modtagere                                     |
| ---- | --------------------------------------------- |
| 2000 | Erling Kittelsen, Philip Newth, Torunn Ystaas |
| 1999 | Tone Lie Bøttinger, Kim Småge                 |
| 1998 | Kari Bøge, Christopher Grøndahl               |
| 1997 | Odd W. Surén, Kjell Erik Vindtorn             |
| 1996 | Toril Brekke, Marit Tusvik                    |
| 1995 | Erland Kiøsterud, Cindy Haug                  |